# (39300) Auyeungsungfan
(39300) Auyeungsungfan est un astéroïde de la ceinture principale.

## Description
(39300) Auyeungsungfan est un astéroïde de la ceinture principale. Il fut découvert le 30 avril 2001 à l'observatoire Desert Beaver par William Kwong Yu Yeung. Il présente une orbite caractérisée par un demi-grand axe de 2,35 UA, une excentricité de 0,09 et une inclinaison de 6,1° par rapport à l'écliptique.